# ELISA
ELISA (z angl. Enzyme-Linked ImmunoSorbent Assay), někdy také označovaná jako EIA (Enzyme Immunoassay) je jednou z nejpoužívanějších imunologických metod sloužících k detekci a stanovení koncentrace antigenů nebo protilátek. Principem metody je imunoenzymatická reakce bezbarvého (chromogenního) substrátu, který je hydrolyzován v barevný produkt a lze měřit spektrofotometricky. Intenzita zabarvení koreluje s koncentrací detekovaného antigenu nebo protilátky. ELISA využívá dvou základních vlastností imunoglobulinů. Za prvé schopnosti vázat se na povrch plastů (např. polystyrenu), za druhé schopnosti vázat enzymy na Fc fragmenty (viz protilátka) imunoglobulinových molekul.

## Základní složky testu ELISA
1. Antigen
  - detekovaný v testovaném vzorku
  - známý, komerčně připravovaný
2. Protilátka
  - detekovaná v testovaném séru
  - známá, komerčně připravovaná
3. Konjugát

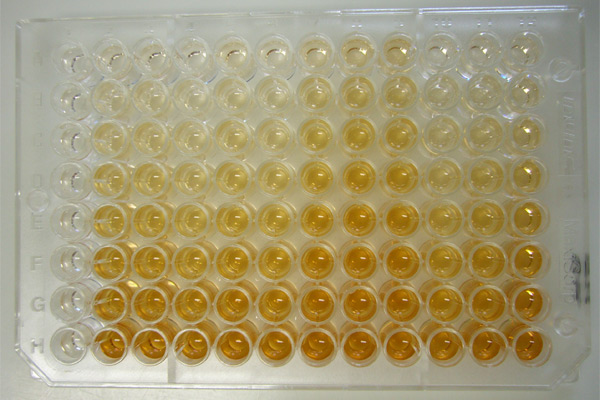
Klasická 96jamková destička pro metodu ELISA

  - jedná se opět o protilátku proti protilátce (konkrétně proti druhově specifickým imunoglobulinům příslušného izotypu (proti IgG, IgM, IgA, viz protilátka), na kterou je navázaný enzym (konjugovaná enzymem)
4. Substrát
  - je chemická látka, která reaguje s enzymem, a tím změní svou barvu

Pro imunoenzymatickou reakci jsou používány různé typy enzymů a substrátů (enzym/substrát):
- Alkalická fosfatáza (AP) / paranitrofenyl fosfát (PNPP), žlutý produkt rozpustný ve vodě, absorbuje světlo o vlnové délce 405 nanometru (nm).
- Křenová peroxidáza (HRP) / 2,2'-Azinobis [3-ethylbenzothiazoline-6- kyselina sulfonová]-diammoniová sůl (ABTS) zelený produkt, absorbuje světlo o vlnové délce 410 a 650 nm, ortho-fenyldiamin dihydrochloride (OPD) ve vodě rozpustný žluto-oranžový produkt, vlnová délka 492 nm, 3,3',5,5'-tetramethylbenzidin (TMB) modrý produkt, po přidání kyseliny sírové nebo fosforečné přeměna na žlutý produkt, absorbance 450 nm.
- Beta galaktosidáza (β-Gal)[1] / o-nitrofenol-β-D-galactopyranosid (ONPG),[2] Naftol-AS-Bl-beta-D-galactopyranosid (Nap-Gal), and 4-Methyl-umbelliferyl-beta-D-galactopyranosid (MUm-Gal), chlorfenolová červeň β-D-galactopyranosid (CPRG).

## Způsoby detekce antigenu

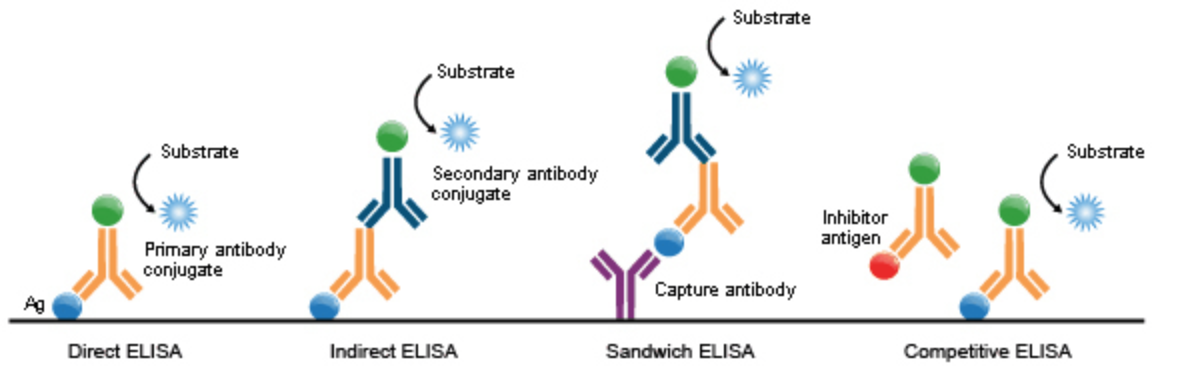
Schémata různých metod ELISA, (zleva) přímá, nepřímá, sendvičová a kompetitivní

Používají se tyto čtyři detekce:

### Přímá ELISA
Primární protilátky jsou přímo konjugované s enzymem.

### Nepřímá ELISA

Průběh nepřímé sendvičové ELISA:
1) protilátka vázaná na podložku
2) příchod antigenu ze vzorku
3) přidání primární protilátky, která se váže na antigen
4) navázání sekundární protilátky s připojeným enzymem
5) enzym převádí přidaný substrát na viditelnou formu

1. Primární protilátky jsou konjugované s biotinem (následuje přidání streptavidinu konjugovaného s enzymem).
2. Na antigen se vážou neznačené primární protilátky, na které se následně vážou sekundární protilátky konjugované s enzymem nebo biotinem.

### Sendvičová ELISA
Dno jamky 96jamkové destičky je potažené protilátkami, které vážou antigen. Na antigen se vážou i detekční protilátky. Může se jednat o ELISA přímou i nepřímou.

### Kompetitivní ELISA
Primární protilátka je inkubována s antigenem. V reakci vznikají komplexy antigenu s protilátkou. Čím více antigenu je ve vzorku, tím méně volných protilátek zůstane. Tato suspenze je poté přidána do jamky s imobilizovaným antigenem. Volné primární protilátky se vážou na imobilizovaný antigen a jsou detekovány enzymaticky značenými sekundárními protilátkami. Nakonec je přidán chromogenní substrát. Koncentrace antigenu je nepřímo úměrná intenzitě signálu.

## Praktické použití
Metody ELISA se využívají k diagnostice infekčních nemocí člověka a zvířat. Stanovují se buď protilátky proti konkrétnímu patogenu, nebo se detekují přímo prionové, virové, bakteriální, parazitární antigeny. Antigen lze detekovat v séru, tkáních a tkáňových tekutinách (např. mozkomíšní mok), trusu (stolici), slinách atd. Detekce patogenů v trusu se označuje jako „koproantigen ELISA“. Dále se ELISA používá k detekci některých toxinů, hormonů, celé řady proteinů, případně dalších bioaktivních látek. Vědci pracují i na vývoji metod ELISA pro kosmický výzkum, například k detekci forem života na Marsu.

## Modifikace testu ELISA
- FLISA[5]
- RIA